# Trimeresurus brongersmai
Trimeresurus brongersmai är en ormart som beskrevs av Hoge 1969. Trimeresurus brongersmai ingår i släktet palmhuggormar, och familjen huggormar. IUCN kategoriserar arten globalt som nära hotad. Inga underarter finns listade i Catalogue of Life.
Ormen förekommer på Siberut och Simeulue som ingår i Mentawaiöarna sydväst om Sumatra. Den vistas där i ursprungliga skogar i låglandet.